# Bundelâ
 (décembre 2022).
Si vous disposez d'ouvrages ou d'articles de référence ou si vous connaissez des sites web de qualité traitant du thème abordé ici, merci de compléter l'article en donnant les références utiles à sa vérifiabilité et en les liant à la section « Notes et références ».

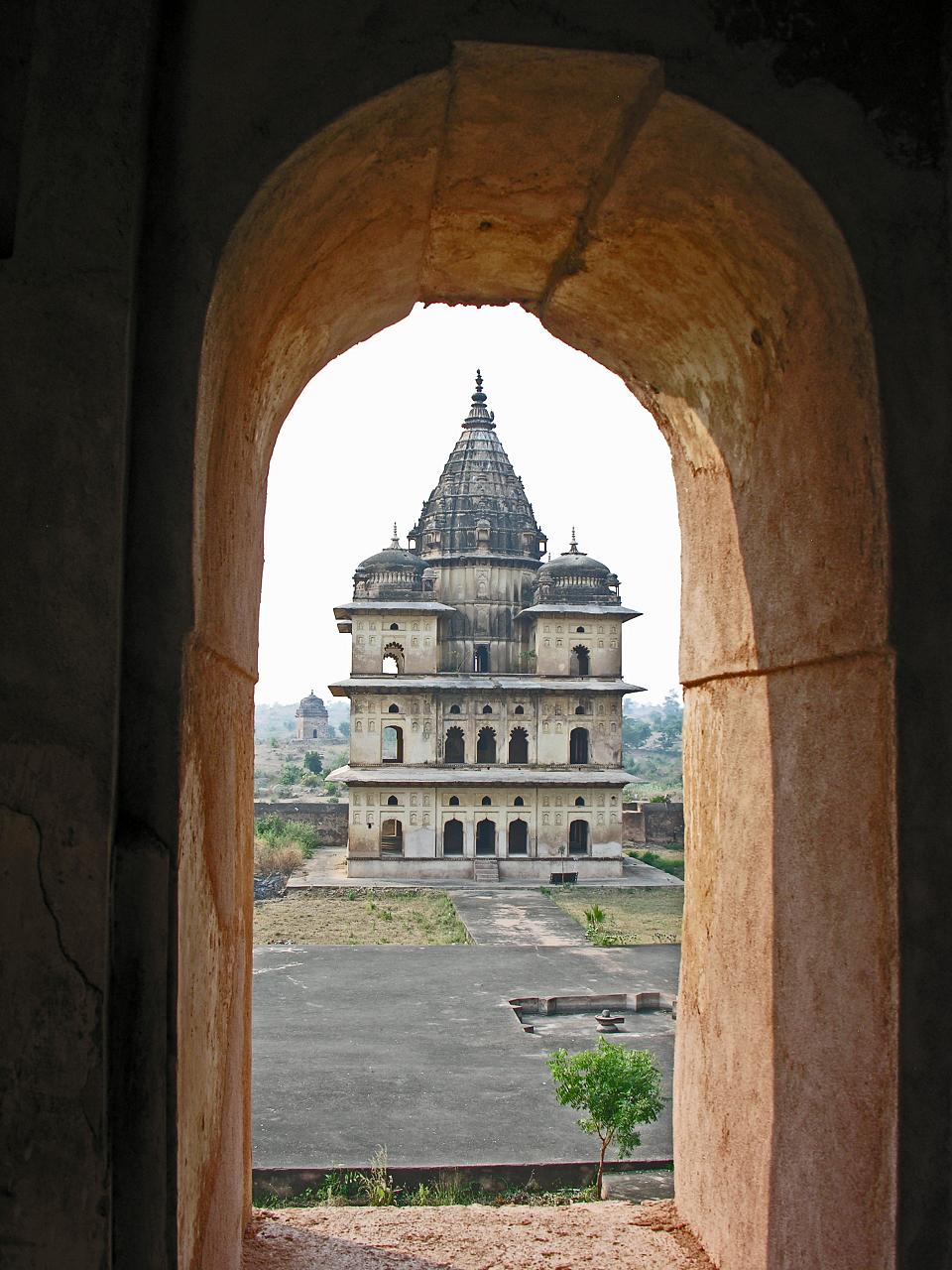
Un des cénotaphes des Bundelâ au bord de la Betwâ près d'Orchhâ.

Les Bundelâ sont des râjputes qui se sont installés dans le Bundelkund, dont le nom dérive du leur, une région du Madhya Pradesh au sud de la rivière Yamunâ, vers le XIIIe siècle, profitant probablement de la disparition des Chandelâ.
Akbar fit la conquête des territoires bundelâ qui devinrent tributaires des Moghols. Cependant, durant le règne d'Aurangzeb, une partie réussit à retrouver son indépendance, avant de tomber sous contrôle britannique au début du XIXe siècle.
Quelques bundelâ importants :
- Sohan Pâl, fondateur du clan, originaire de la région de Vârânasî,
- Rudra Pratâp (1501-1531) fonde la cité d'Orchhâ, sa nouvelle capitale,
- Bharti Chand (1531-1554)
- Madhukar Shâh(1554-1592), défait par Akbar,
- Ram Shâh (1592-1605)
- Bîr Singh Déo (1605 - 1627), soutient Jahângîr, en rébellion contre son père Akbar. Il doit s'enfuir jusqu'à l'accession au trône de Jahângir qui en fait le rajâ d'Orchhâ
- Jujhâr Singh, tente à plusieurs reprises de se rendre indépendant des Moghols, perd Orchhâ en 1635 et se réfugie avec son fils chez les Gond qui les tuent,
- Chhatra Sâl, trahit les Moghols et s'allie avec Shivâjî Bhonsla en 1670. Il fait la paix avec Aurangzeb en 1705, mais le Bundelkhand éclate bientôt en petites principautés.